# Helen Scott
Helen Scott, MBE (* 25. Juli 1990 in Halesowen) ist britische Radsporttrainerin und ehemalige Bahnradsportlerin. Sie war eine der erfolgreichsten Pilotinnen im Paracycling in den 2010er Jahren.

## Sportliche Laufbahn
Helen Scott begann im Alter von zehn Jahren mit dem Radsport, nachdem ihre Eltern sie im örtlichen Radsportverein angemeldet hatten. Sie selbst war durch die Goldmedaillen von Chris Hoy und Kelly Holmes bei den Olympischen Spielen 2004 in Athen vom Bahnradsport fasziniert.
2009 wurde Scott gemeinsam mit Jessica Varnish britische Meisterin im Teamsprint. 2012 startete sie als Pilotin der sehbehinderten Aileen McGlynn bei den Paralympics in London, wo das Duo zwei Medaillen gewann.
In der folgenden Zeit fuhr Helen Scott als Pilotin von Sophie Thornhill. Bei den Commonwealth Games 2014 in Glasgow gewannen die beiden Fahrerinnen gemeinsam zwei Goldmedaillen, im Sprint und im 1000-Meter-Zeitfahren. 2015 errangen Scott und Thornhill bei den Paracycling-Bahnweltmeisterschaften 2015 in Apeldoorn zweimal Gold in denselben Disziplinen, im Jahr darauf bei den Weltmeisterschaften in Montichiari zweimal Silber.
Bei den Sommer-Paralympics 2016 in Rio de Janeiro wurden Sophie Thornhill und Helen Scott Paralympic-Siegerinnen im 1000-Meter-Zeitfahren; in der Einerverfolgung gewannen sie Bronze. 2018 wurden Scott und Thornhill zweifache Weltmeisterinnen und errangen zudem zwei Goldmedaillen bei den Commonwealth Games. Gemeinsam stellten sie bei den Games in Australien mit 1:04,623 Minuten einen neuen Weltrekord über 1000 Meter auf.
Bis einschließlich 2020 wurde Helen Scott gemeinsam mit Sophie Thornhill acht Mal Weltmeisterin in Sprint und Zeitfahren. In diesen beiden Disziplinen errang das Duo auch Gold bei den Commonwealth Games 2018. 2021 errang sie als Pilotin von Aileen McGlynn bei den Sommer-Paralympics in Tokio die Silbermedaille im Zeitfahren. 

## Berufliches
2022 erklärte Scott ihren Rücktritt vom Leistungsradsport, um als Trainerin der britischen Paracycling-Mannschaft zu arbeiten. 2024 ernannte sie der britische Verband als Nachfolgerin von Justin Grace zum  Men’s Sprint Podium Potential Coach.

## Erfolge

### Bahn
2009
- Britische Meisterin – Teamsprint (mit Jessica Varnish)

### Paracycling – Bahn
2011
- Weltmeisterschaft – 1000-Meter-Zeitfahren (als Pilotin von Aileen McGlynn)

2012
- Paralympics – 1000-Meter-Zeitfahren (als Pilotin von Aileen McGlynn)
- Paralympics – Einerverfolgung (als Pilotin von Aileen McGlynn)
- Weltmeisterschaft – 1000-Meter-Zeitfahren, Sprint, Einerverfolgung (als Pilotin von Aileen McGlynn)

2014
- Commonwealth Games – Sprint, 1000-Meter-Zeitfahren (als Pilotin von Sophie Thornhill)

2015
- Weltmeisterin – Sprint, 1000-Meter-Zeitfahren (als Pilotin von Sophie Thornhill)

2016
- Paralympics-Siegerin – 1000-Meter-Zeitfahren (als Pilotin von Sophie Thornhill)
- Paralympics – Einerverfolgung (als Pilotin von Sophie Thornhill)
- Weltmeisterschaft – Sprint, 1000-Meter-Zeitfahren (als Pilotin von Sophie Thornhill)

2017
- Weltmeisterschaft – Sprint (als Pilotin von Alison Patrick)
- Weltmeisterschaft – Sprint (als Pilotin von Alison Patrick)

2018
- Weltmeisterin – Sprint, 1000-Meter-Zeitfahren (als Pilotin von Sophie Thornhill)
- Siegerin Commonwealth Games – Sprint, 1000-Meter-Zeitfahren (als Pilotin von Sophie Thornhill)

2019
- Weltmeisterin – Sprint, 1000-Meter-Zeitfahren (als Pilotin von Sophie Thornhill)

2020
- Weltmeisterin – Sprint, 1000-Meter-Zeitfahren (als Pilotin von Sophie Thornhill)

2021
- Paralympics – 1000-Meter-Zeitfahren (als Pilotin von Aileen McGlynn)